# Jeg civiliserer mig om morgenen
|  | Denne artikel er oprettet af botten PalnaBot ud fra en ekstern database. Den kan derfor have sproglige fejl eller mangler. Denne skabelon kan fjernes efter kontrol af indholdet. |

Jeg civiliserer mig om morgenen er en eksperimentalfilm fra 1991 instrueret af Kirsten Hammann efter manuskript af Kirsten Hammann.

## Handling
Denne video er høfligst produceret og fuldt ud lovlig. Den handler om god ro og orden.